# SN 2005gy
SN 2005gy – supernowa typu Ia odkryta 28 września 2005 roku w galaktyce A012606+0040. W momencie odkrycia miała maksymalną jasność 22,90m.